# معرة صيدنايا
معرة صيدنايا بلدة في منطقة التل من محافظة ريف دمشق. تقع في سهل مرتفع تابع لسلسلة جبال القلمون على مسافة 30 كيلومتراً إلى الشمال الشرقي من مدينة دمشق وهي ترتفع نحو 1200 متر عن سطح البحر. واغلب سكانها من المسيحيين الروم الكاثوليك ويوجد فيها روم أرثوذكس وسريان أرثوذكس.
أصل التسمية آرامي (معرثا) ويعني مغارة، وفي الواقع تكثر المغاور والكهوف في هذه المنطقة. يبلغ عدد سكان المعرة نحو 3500 نسمة، وتعتبر من المصايف الجميلة لطيب مائها ونقاوة هوائها.
تتميز المعرة بتراثها المسيحي حيث يتواجد فيها مقام النبي إيليا الحي الذي يعتبر من أشهر وأهم الأديرة ومقام القديس ثاودروس التيروني في المدفن بالإضافة إلى كنيسة مارالياس للروم الكاثوليك وكنيسة مارالياس للروم الأرثوذكس ودير القديس مار أفرام السرياني للسريان الأرثوذكس ودير لطائفة اللاتين وحديثا أنشأت جامعة أنطاكية السورية الخاصة التابعة الكنيسة السريانية.

## المعرة في كتب التاريخ
بعد التنقيب الطويل تم التوصل إلى المعلومات التاريخية التالية:
لقد جاء في كتاب تاريخ حوادث الشام ولبنان 1782 للمؤلف ميخائيل الدمشقي ما يلي:
«وكانوا يصلون في بيوتهم وأيام الأعياد يتوجه منهم ومن العامة إلى قرية المعرة يصلون بالكنيسة التي بقيت بحالها بيد الكاثوليك مع كنائس يبرود ومعرونة ومعلولا».
وجاء في كتاب الشهب الصبحية في الكنيسة المسيحية للمؤلف يوسف وردة ما يلي:
«وأما كنائس بر الشام أي صيدنايا والمعرة ومعرونة ومعلولا ويبرود ومحلين بحوران اجبناه (قاضي الشرع) أن هؤلاي الكنائس من قديم الزمان وهم لطائفة الكاثوليك ولهم كهنة مسلسلين».
أما في كتاب الحقيقة والمجاز في رحلة بلاد الشام ومصر والحجاز للشيخ عبد الغني النابلسي 1694، حيث يوجد في المعرة موقع اسمه أرض راهب أو شعبة الراهب وذكره بقوله:
«ثم بتنا بها وكنا أتينا نحوها من معرة أرض راهب».

## مقام النبي إيليا الحي (مار الياس)
يقع مقام النبي إيليا الحي في منحدر جبلي يغمره السحر والجمال على مسافة 2200 متر إلى جنوب البلدة، وهو يشرف مباشرة على بلدة معرونة ويطل بمنظر خلاب باتجاه غوطة دمشق، حيث يربض في هدأة الليل ووضوح النهار، يصد الصعوبات والويلات عن أبناء القرية والقرى المجاورة من مسيحيين ومن مسلمين الذين يؤمونه للتبرك وإيفاء النذور والتقادم، وللتاريخ حكاياه التي تشهد النبي إيليا الحي ومعجزاته.
يحوي الدير على المغارة التي التجأ إليها النبي إيليا الحي هرباً من الملكة إيزابيل والملك آحاب بالإضافة إلى (الصاعقة) وهي تسمية للهاوية التي تشق الجبل من علو إلى أسفل حيث لاتعرف لهذه الهاوية نهاية، ويعتقد بأنها ناتجة عن صاعقة أرسلها الله لينجو من خلالها النبي إيليا الحي. 

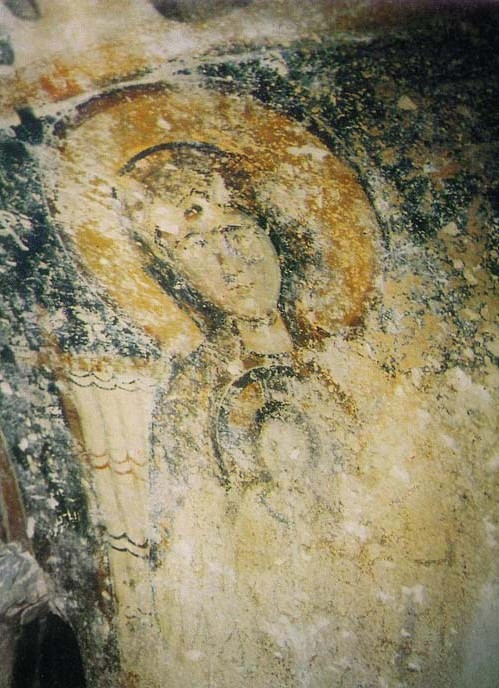
سيدة الظهور (رسم جداري بيزنطي)

كما يحوي الدير رسوم بيزنطية جدارية تعود إلى القرن الثامن الميلادي تمثل القديس نيقولاوس، مريم العذراء (سيدة الظهور)، النبي إيليا الحي.
يحتفل أبناء البلدة في كل سنة بعيد مارالياس في ليلة 19 تموز حيث يؤم الدير المئات من المصلين من جميع المدن والبلدان والقرى حيث تتواصل الزيارات والصلوات والاحتفالات حتى اليوم الذي يليه.
ونظراً لشعبية هذا النبي الغيور فإنه يكاد لايخلو بيت في المعرة من اسم الياس، شفيع هذه البلدة.